# Soncino-Gesellschaft

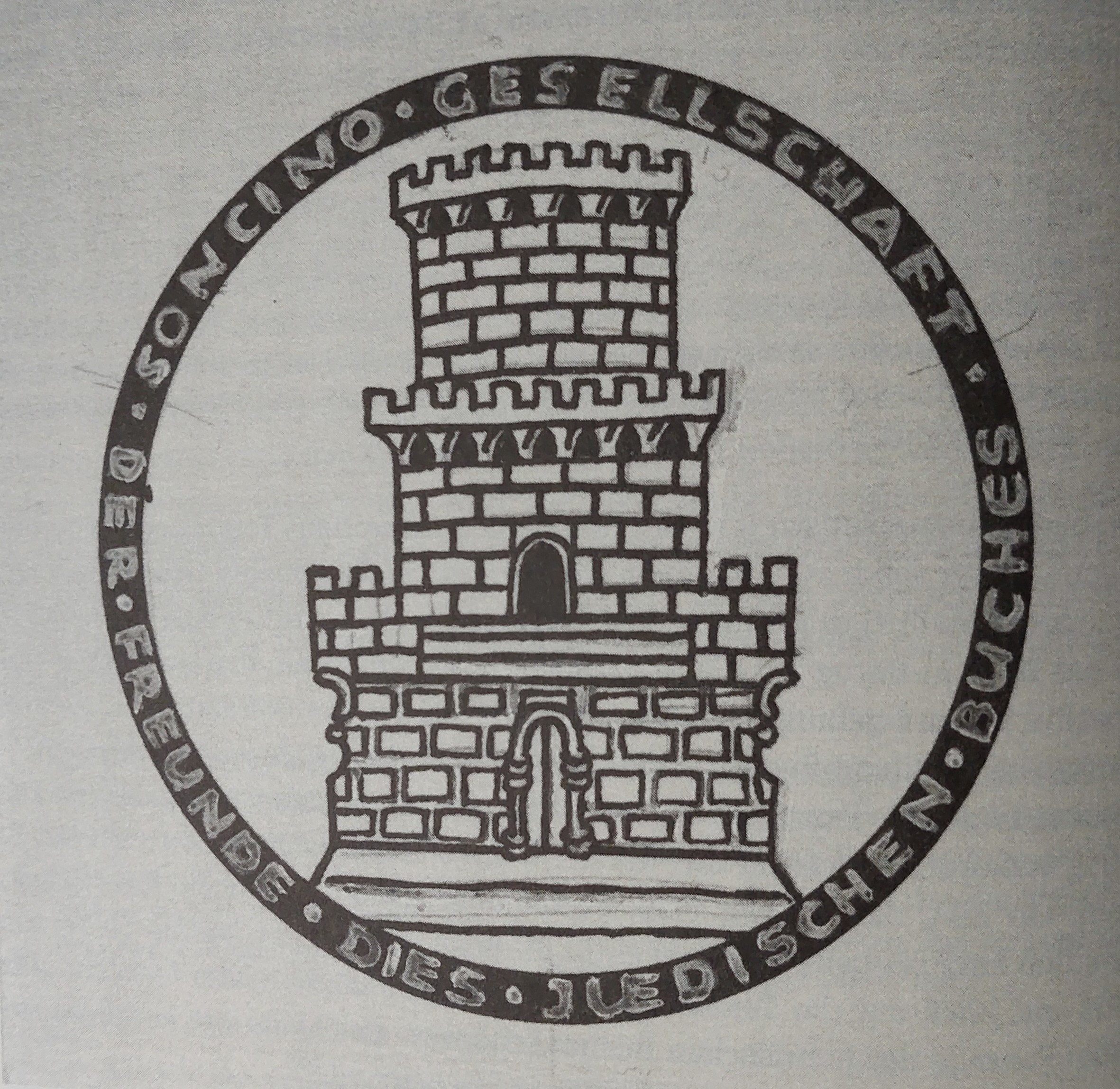
Signet (Entwurf, 1924)

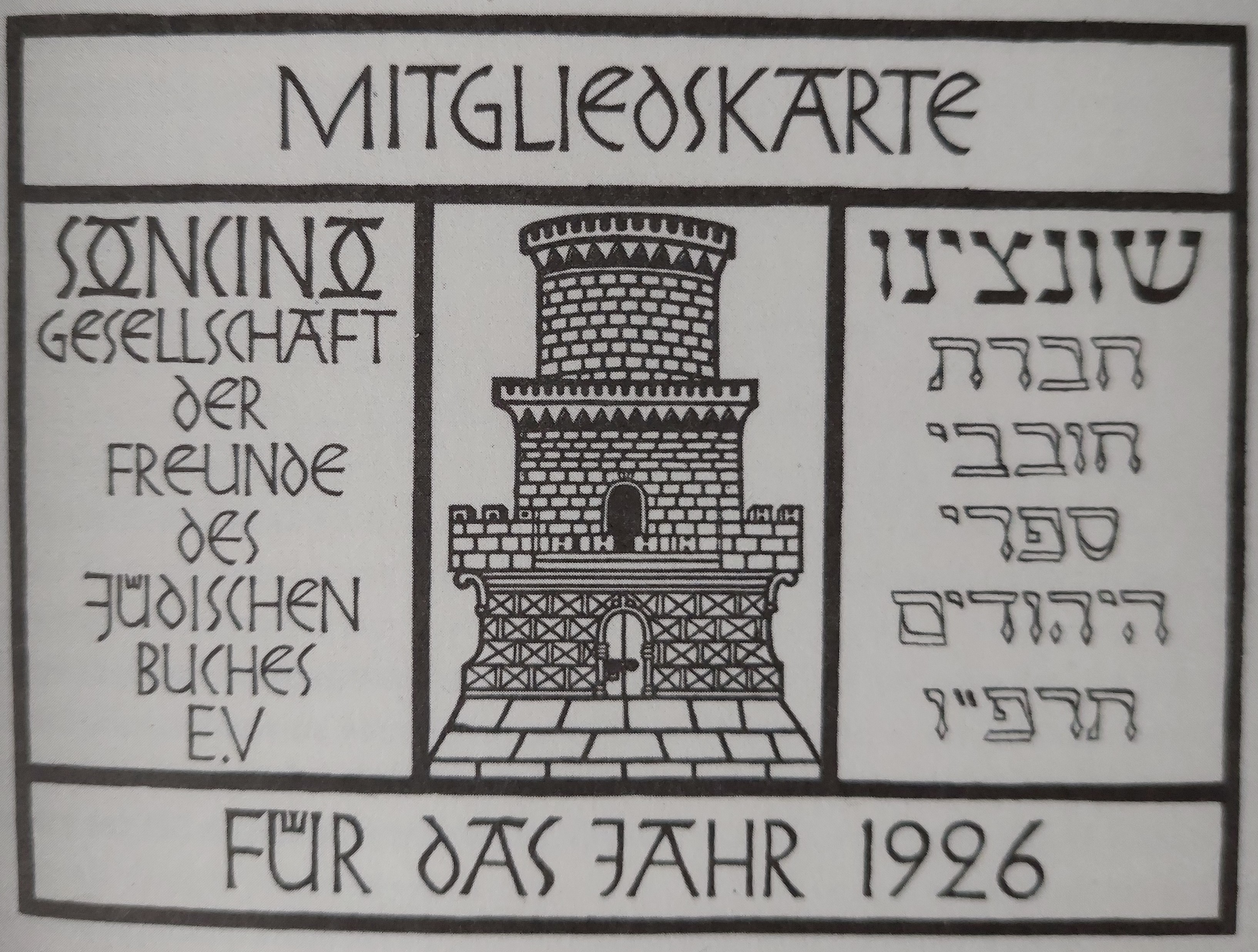
Mitgliedskarte 1926

Die Soncino-Gesellschaft der Freunde des jüdischen Buches e. V. war eine bibliophile Vereinigung, die sich der Pflege der jüdischen Buchkultur durch jährliche Treffen der Mitglieder und durch Herausgabe bibliophiler Drucke sowie der buchkundlichen Zeitschrift Soncino-Blätter widmete. Sie wurde 1924 gegründet und in der NS-Zeit aufgelöst.

## Geschichte
Die Soncino-Gesellschaft wurde am 15. Mai 1924 in Berlin gegründet. Die Namensgebung des Vereins erfolgte in Anlehnung an die ursprünglich aus Deutschland stammende, Buchdruckerfamilie gleichen Namens, die in Italien seit ca. 1475 hebräischen Buchdruck betrieb. Die Initiative zur Vereinsgründung ging von dem damals 23-jährigen Studenten Herrmann (M. Zadok) Meyer aus, der die Verleger Abraham Horodisch und Moses Marx von seiner Idee überzeugen konnte. Der Verein erreichte innerhalb weniger Jahre die Zahl von ca. 800 Mitgliedern. Sie stammten vorwiegend aus Berlin, aber auch aus dem übrigen Deutschland, Europa und dem außereuropäischen Raum. Satzungsgemäß konnten auch Nichtjuden und nichtjüdische Einrichtungen „außerordentliches“ Mitglied in der Soncino-Gesellschaft werden. Davon haben sowohl Personen als auch Einrichtungen, wie Bibliotheken, Gebrauch gemacht. Schrift- und Geschäftsführer war Herrmann Meyer, die Geschäftsstelle befand sich an dessen Privatadresse Kaiser-Wilhelm-Str. 12 in Berlin. Vorsitzender war zunächst Siegfried Wolff, gefolgt von Heinrich Loewe.

## Von der Soncino-Gesellschaft hervorgebrachte Drucke
Bibliografen zählen mehr als hundert Drucke, die von oder im Zusammenhang mit der Soncino-Gesellschaft entstanden sind, Spenden- und Gelegenheitsdrucke, Vereinsdrucksachen und auch Periodika wie die Mitteilungen und Nachrichten und insbesondere die Soncino-Blätter, Beiträge zur Kunde des jüdischen Buches. Zu den Veröffentlichungen zählen Faksimile-Ausgaben wie 1925 die mit Holzschnitten illustrierte jiddische Fabelsammlung Sefer Meschalim (ursprünglich 1697) und 1927 das seinerzeit beinahe verschollene Lesebuch für jüdische Kinder von David Friedländer (ursprünglich 1779), oder Werke wie der Gedenkband für den Philosophen Franz Rosenzweig von 1930 sowie 1930–1932 das Chamischa Chumsche Thorah (Pentateuch) mit einer von Marcus Behmer gezeichneten hebräischen Type nach historischem Vorbild.
Zahlreiche dieser Drucke waren in der Ausstellung Die Soncino-Gesellschaft der Freunde des jüdischen Buches e.V. (1924–1937) im Dezember 2006 im Rahmen der Kölner Antiquariatstage zu sehen. Das Jüdische Museum Berlin besitzt eine „nahezu vollständige“ Sammlung aus dem Nachlass von Herrmann Meyer, die im Lesesaal zugänglich ist.
Außerhalb des Buchhandels erschienen zum Beispiel in kleiner Auflage die Minnelieder des Suezkint, der jude von trimberg. Nach der manessischen liederhandschrift zu heidelberg, Druck Gebr. Mann Verlag, Berlin 1926, als Publikation der Soncino-Gesellschaft.